# George Robert Aberigh-Mackay
George Robert Aberigh-Mackay (25 de julho de 1848 — 12 de janeiro de 1881) foi um escritor anglo-indiano.

## Biografia
Filho do reverendo e capelão em Bengala, James Aberigh-Mackay D.D., B.D. e sua primeira esposa Lucretia Livingston, nascida Reed. Foi educado em particular na Escócia, no Magdalen College School, em Oxford e no St. Catherine's College, em Cambridge. Entrou para o departamento de educação indiana em Bareli, Utar Pradexe, em 1870. Tornou-se professor de literatura inglesa no Delhi College, Nova Deli, em 1873, foi tutor do Rajá de Ratlam e diretor do College lá, em 1876. Diretor do Rajkumar College em Indore, em 1877. Em 1880 ficou membro da Universidade de Calcutá.

## Obras
Escreveu uma série de trabalhos educacionais. Também Notas sobre o Turquistão Ocidental, um Manual do Hindustão, um Manual de Esportes Indianos, Chefes Nativos e seus Estados; Os Príncipes e Chefes soberanos da Índia Central e nas horas livres escreveu em grande parte para o jornal indiano em língua inglesa The Pioneer, e constantemente para outros jornais ingleses e indianos, incluindo cartas para o Bombay Gazette sob o pseudônimo de “O Órfão Político”.
Seu melhor trabalho foi Twenty-one Days in India Being the Tour of Sir Ali Baba, K.C.B., uma série de esboços da vida e da sociedade indianas publicados na revista inglesa Vanity Fair em 1878–1879, e depois sendo publicados juntos. O trabalho é uma sátira sobre a sociedade anglo-indiana e a maneira de pensar dela. Este livro deu-lhe a promessa de uma bem sucedida carreira literária, mas o autor morreu com apenas trinta e dois anos.
Aberigh-Mackay morreu em 12 de janeiro de 1881, de tétano, causado por um machucado adquirido durante uma partida de tênis. Era também um esportista ardente e amante de pássaros e animais.